# Ťiang-nan
Ťiang-nan (čínsky pchin-jin Jiāngnán, znaky 江南; doslova „Jižně od řeky“) je označení pro geografickou oblast rozprostírající se na jih od dolního toku řeky Jang-c’-ťiang a v její deltě. Jedná se o oblast samosprávného města Šanghaj, jižní část provincie Ťiang-su a sever provincie Če-ťiang. Mluví se tu dialektem čínštiny wu.
Tento region nezahrnuje ani 1% z rozlohy Číny, ale na jeho území se vytvoří více než 40% čínského HDP. Patří sem velká města jako Šanghaj, Nanking, Ning-po, Chang-čou, Su-čou, Wu-si a Šao-sing, jejichž intelektuální elita tradičně vedla čínský kulturní život a hluboce tak ovlivnila celou čínskou kulturu jako takovou.
Po dobytí dolního toku Jang-c’-ťiang říší Čching roku 1645, byla z oblasti Nan Č'-li vytvořena provincie Ťiang-nan. Roku 1666 byla provincie Ťiang-nan rozdělena na An-chuej a Ťiang-su.